# 高相
高相（？—7年），西汉儒学学者。沛县（今江苏省沛县）人。
高相学习《易经》，他说自己是学於丁宽，没有章句，专说阴阳灾异。他传授给儿子高康和毋将永。高康以明易为郎，毋将永官至豫章郡都尉。王莽摄政，东郡太守翟义计划举兵反王莽，高相得知情况，私下告诉门人。门人上书告发。后来翟义举兵，王莽召问，以惑众之罪处死高相。之后易有高氏易，费氏易和高氏易都没有立于学官。